# Лопес, Эмилио
Эмилио Лопес Энрикес (исп. Emilio López Enríquez, 23 августа 1923, Сан-Луис-Потоси, Мексика) — мексиканский баскетболист. Участник летних Олимпийских игр 1948 и 1952 годов,  двукратный чемпион Игр Центральной Америки и Карибского бассейна 1950 и 1954 годов.

## Биография
Эмилио Лопес родился 23 августа 1923 года в мексиканском городе Сан-Луис-Потоси.
Дважды выигрывал золотые медали баскетбольных турниров на Играх Центральной Америки и Карибского бассейна в 1950 году в Гватемале и в 1954 году в Мехико.
В 1948 году вошёл в состав сборной Мексики по баскетболу на летних Олимпийских играх в Лондоне, занявшей 4-е место. Провёл 3 матча.
В 1952 году вошёл в состав сборной Мексики по баскетболу на летних Олимпийских играх в Хельсинки, занявшей 9-е место. Провёл 2 матча, очков не набирал.